# Martin Jílek
Martin Jílek (* 3. November 1956 in Kladno, Tschechoslowakei) ist ein ehemaliger deutsch-tschechischer Eishockeyspieler, der während seiner Karriere unter anderem für die Düsseldorfer EG und den EHC Freiburg in der 1. Bundesliga aktiv war.

## Karriere

### Als Spieler
Jílek stand seit 1981 beim ERC Selb unter Vertrag, mit dem er in der 2. Liga Süd spielte. Nach zwei Spielzeiten verließ er den Verein und schloss sich den Bayreuth Tigers an. Dort entwickelte er sich zu einem Leistungsträger. So erzielte er in insgesamt 65 Partien, die er für die Tigers absolvierte, 200 Scorerpunkte. Im Sommer 1984 wurden die Verantwortlichen der Düsseldorfer EG auf den gelernten Stürmer aufmerksam und transferierten ihn zur Saison 1984/85 in die 1. Bundesliga. In Düsseldorf gehörte er zwar dem Stammkader an, konnte allerdings nicht an seine Leistungen bei seinen vorherigen Arbeitgebern anknüpfen. So verließ er die DEG nach Ablauf seines Vertrages am Ende der Spielzeit 1986/87 wieder und wechselte in die damals zweithöchste deutsche Liga, die 2. Bundesliga, zum EHC Freiburg.
Mit dem EHC Freiburg konnte er in der Saison 1988/89 in die 1. Bundesliga aufsteigen, anschließend verließ er den EHC und schloss sich dem EHC Essen-West an. Dort spielte er bis 1994, ehe er während der Spielzeit 1993/94 einen Vertrag beim HC Vajgar Hradec unterschrieb, der damals in der tschechischen Extraliga spielte. In den folgenden Jahren ging er unter anderem noch für den EC Devils Königsborn aufs Eis. Im Jahr 2001 beendete er seine Karriere im Alter von 45 Jahren bei den Dinslaken Kobras aus der Regionalliga NRW.

### Als Trainer
Im Jahr 1998 wurde Martin Jílek vom Regionalligisten EHC Dortmund als Trainer engagiert. Dieses Amt konnte er allerdings nur wenige Wochen ausführen, da er auf Grund einer fehlenden Trainerlizenz noch im selben Jahr von seinen Aufgaben entbunden wurde.